# オープン化以前の主要プロテニス大会
オープン化以前の主要プロテニス大会は1968年4月のプロテニス選手のグランドスラム大会オープン化以前に存在したテニス競技大会及び優勝者の一覧。

## プロフェッショナル・グランドスラム
全米プロテニス選手権・全仏プロ選手権・ウェンブリー選手権の3大会。

### 歴代優勝者
| 年   | 全米プロ                 | ウェンブリー・プロ     | 全仏プロ               |
| ---- | ------------------------ | ---------------------- | ---------------------- |
| 1927 | ビンセント・リチャーズ   |                        |                        |
| 1928 | ビンセント・リチャーズ   |                        |                        |
| 1929 | カレル・コジェルフ       |                        |                        |
| 1930 | ビンセント・リチャーズ   |                        | カレル・コジェルフ     |
| 1931 | ビル・チルデン           |                        | マルタン・プラー       |
| 1932 | カレル・コジェルフ       |                        | ロベール・ラミロン     |
| 1933 | ビンセント・リチャーズ   |                        | ビル・チルデン         |
| 1934 | ハンス・ニュスライン     | エルスワース・バインズ | ビル・チルデン         |
| 1935 | ビル・チルデン           | エルスワース・バインズ | エルスワース・バインズ |
| 1936 | ジョー・ホエーラン       | エルスワース・バインズ | アンリ・コシェ         |
| 1937 | Karel Koželuh            | ハンス・ニュスライン   | ハンス・ニュスライン   |
| 1938 | フレッド・ペリー         | ハンス・ニュスライン   | ハンス・ニュスライン   |
| 1939 | エルスワース・バインズ   | ドン・バッジ           | ドン・バッジ           |
| 1940 | ドン・バッジ             |                        |                        |
| 1941 | フレッド・ペリー         |                        |                        |
| 1942 | ドン・バッジ             |                        |                        |
| 1943 | Bruce Barnes             |                        |                        |
| 1944 |                          |                        |                        |
| 1945 | ウェルビー・バン・ホーン |                        |                        |
| 1946 | ボビー・リッグス         |                        |                        |
| 1947 | ボビー・リッグス         |                        |                        |
| 1948 | ジャック・クレーマー     |                        |                        |
| 1949 | ボビー・リッグス         | ジャック・クレーマー   |                        |
| 1950 | パンチョ・セグラ         | パンチョ・ゴンザレス   | パンチョ・セグラ       |
| 1951 | パンチョ・セグラ         | パンチョ・ゴンザレス   |                        |
| 1952 | パンチョ・セグラ         | パンチョ・ゴンザレス   |                        |
| 1953 | パンチョ・ゴンザレス     | フランク・セッジマン   | フランク・セッジマン   |
| 1954 | パンチョ・ゴンザレス     |                        |                        |
| 1955 | パンチョ・ゴンザレス     |                        |                        |
| 1956 | パンチョ・ゴンザレス     | パンチョ・ゴンザレス   | トニー・トラバート     |
| 1957 | パンチョ・ゴンザレス     | ケン・ローズウォール   |                        |
| 1958 | パンチョ・ゴンザレス     | フランク・セッジマン   | ケン・ローズウォール   |
| 1959 | パンチョ・ゴンザレス     | マルコム・アンダーソン | トニー・トラバート     |
| 1960 | アレックス・オルメド     | ケン・ローズウォール   | ケン・ローズウォール   |
| 1961 | パンチョ・ゴンザレス     | ケン・ローズウォール   | ケン・ローズウォール   |
| 1962 | バッチ・ブッフホルツ     | ケン・ローズウォール   | ケン・ローズウォール   |
| 1963 | ケン・ローズウォール     | ケン・ローズウォール   | ケン・ローズウォール   |
| 1964 | ロッド・レーバー         | ロッド・レーバー       | ケン・ローズウォール   |
| 1965 | ケン・ローズウォール     | ロッド・レーバー       | ケン・ローズウォール   |
| 1966 | ロッド・レーバー         | ロッド・レーバー       | ケン・ローズウォール   |
| 1967 | ロッド・レーバー         | ロッド・レーバー       | ロッド・レーバー       |

## その他の重要大会

### ブリストル・カップ: 1920–1932
Bristol Cup
- 1920:  Romeo Acquarone
- 1921:  ジョン・ランドール
- 1922:  ジョン・ランドール
- 1923:  ジョン・ランドール
- 1924:  アルバーク・バーク
- 1925:   アルバーク・バーク
- 1926:  カレル・コジェルフ
- 1928:  カレル・コジェルフ
- 1929:  カレル・コジェルフ
- 1930:  カレル・コジェルフ
- 1931:  カレル・コジェルフ
- 1932:  カレル・コジェルフ

### 世界プロ選手権: 1932–1933
World Pro Championship
- 1932:  マルタン・プラー
- 1933:  ハンス・ニュスライン

### ボナーデル・カップ: 1935–1937
Bonnardel Cup
- 1935:  フランス共和国
- 1936:  アメリカ合衆国
- 1937:  フランス共和国

### ブリテン国際プロ選手権: 1935–1939
International Pro Championship of Britain
- 1935:  エルスワース・バインズ
- 1936:  ハンス・ニュスライン
- 1937:  ハンス・ニュスライン
- 1938:  ハンス・ニュスライン
- 1939:  ハンス・ニュスライン

### 全米プロ・ハードコート: 1945–1946
U.S Pro Hard Courts
- 1945:  ボビー・リッグス
- 1946:  ボビー・リッグス

### フィラデルフィア・インドア・プロ: 1950–1952
Philadelphia Indoor Pro
- 1950:  パンチョ・ゴンザレス
- 1951:  ジャック・クレーマー
- 1952:  パンチョ・ゴンザレス

### 全豪プロ: 1954–1966
Australian Pro
- 1954:  フランク・セッジマン
- 1957:  パンチョ・セグラ
- 1958:  フランク・セッジマン
- 1959:  ルー・ホード
- 1960:  ケン・ローズウォール
- 1962:  ケン・ローズウォール
- 1964:  ロッド・レーバー
- 1965 (アデレード):  ロッド・レーバー
- 1965 (パース):  ロッド・レーバー
- 1966 (アデレード):  ケン・ローズウォール
- 1966 (パース):  ロッド・レーバー

### 優勝者大会: 1956–1959
Tournament of Champions
- 1956:  パンチョ・ゴンザレス
- 1957:  パンチョ・ゴンザレス
- 1958:  パンチョ・ゴンザレス
- 1959:  ルー・ホード

### マスターズ・プロ: 1957–1965
Masters Pro
- 1957:  パンチョ・ゴンザレス
- 1958:  パンチョ・セグラ
- 1959:  パンチョ・ゴンザレス
- 1964:  ケン・ローズウォール
- 1965:  ロッド・レーバー

### クレーマー・カップ: 1961–1963
Kramer Cup
- 1961:  オーストラリア
- 1962:  オーストラリア
- 1963:  オーストラリア

### マディソン・スクエア・ガーデン・プロ:1966–1967
Madison Square Garden Pro
- 1966:  ケン・ローズウォール
- 1967:  ロッド・レーバー

### フォレストヒルズ・プロ: 1966
Forest Hills Pro
- 1966:  ロッド・レーバー

### ウィンブルドン・プロ: 1967
Wimbledon Pro
- 1967:  ロッド・レーバー